# Академик Александр Виноградов (судно)
«Акаде́мик Алекса́ндр Виногра́дов» — научно-исследовательское судно построенное по проекту B-86 типа Витязь для проведения гидроакустических, гидрофизических, геофизических и гидрологических исследований Дальневосточным отделением РАН. Названо в честь советского учёного-геохимика академика Александра Павловича Виноградова.

## Строительство
Судно построено в Польской Народной Республике на Щецинской судоверфи им. Адольфа Варского (Stocznia Szczecińska im. A. Warskiego) в 1983 году. Также с 1980 по 1983 год по проекту B-86 были построены НИС «Витязь-2» и НИС «Академик Александр Несмеянов».

## История
НИС «Академик Александр Виноградов» поступил в Управление научно-исследовательского флота ГП Академии наук СССР — Дальневосточное отделение 31 марта 1983 года.
В первом рейсе в мае-июле 1983 года НИС «Академик Александр Виноградов» проводил исследования в Атлантическом и Индийском океанах, Южно-Китайском море. Под руководством начальника экспедиции кандидата физико-математических наук А. В. Алексеева были изучены:
- влияние кавитации на морскую воду и планктонные организмы;
- пространственное распределение в атмосфере воздуха трития, бериллия-7 и микроэлементов;
- гидрофизические и гидрологические условия миграции тяжелых металлов в системе «река-море»[1].

В 1990-х корабль был выкуплен у Академии наук владивостокими коммерсантами для перевозки б/у автомобилей из Японии во Владивосток.